# Инско
Инско или Инели, Инево, Инелово (на гръцки: Ανατολικό, Анатолико, катаревуса: Ανατολικόν, Анатоликон, до 1927 година Ίνελι, Инели, на турски: İğneli, Инели) е село в Егейска Македония, Гърция, дем Еордея, област Западна Македония.

## География
Селото е разположено на 630 m надморска височина, на 7 km северозападно от Кайляри (Птолемаида).

## История

### В Османската империя
В „Етнография на вилаетите Адрианопол, Монастир и Салоника“, издадена в Константинопол в 1878 година и отразяваща статистиката на населението от 1873 година, Инели (Ineli) е посочено като село в каза Джумали с 12 домакинства и 25 жители мюсюлмани.
В 1889 година Стефан Веркович („Топографическо-этнографическій очеркъ Македоніи“) пише за Инско:
| „ | На 1 час на изток от това село [Турски чифлик] се намира мохамеданското село Снели с 50 къщи и 160 нуфузи, плащащи 4800 пиастри данък и десятък от 7500 до 8900 пиастри. То е разположено в равна местност и има висока кула. Жителите му се занимават със земеделие. Има много вода. На изток близо до селото започва Островската кааза. | “ |

Според статистиката на Васил Кънчов („Македония. Етнография и статистика“) в 1900 година Инелево (Инели) има 650 жители турци.
На Етнографската карта на Битолския вилает на Картографския институт в София от 1901 година Инели е чисто турско село в Кайлярската каза на Серфидженския санджак със 130 къщи. Същевременно Инско е смесено село българи, власи, албанци и турци в Леринската каза на Битолския санджак с 12 къщи.
Според статистика на Серфидженския санджак на гръцкото консулство в Еласона от 1904 година в Инели (Ινελή), Кайлярска каза, живеят 600 турци.

### В Гърция
През Балканската война в селото влизат гръцки части, а след Междусъюзническата война Инско попада в Гърция. Боривое Милоевич пише в 1921 година („Южна Македония“), че Инелево има 30 къщи турци. В 1924 година след гръцката катастрофа в Гръцко-турската война турското население се изселва от Инско и в селото са заселени гърци бежанци от Турция. В 1928 година селото е чисто бежанско и има 329 бежански семейства с 1349 души. В 1927 година селото е прекръстено на Анатоликон, в превод източно.
В документ на гръцките училищни власти от 1 декември 1941 година се посочва, че в Инско живеят 400 бежански семейства от Понт и Мала Азия.
Традиционно населението се занимава с отглеждане на жито и тютюн и със скотовъдство.
| Име       | Име           | Ново име     | Ново име      | Описание                                                     |
| --------- | ------------- | ------------ | ------------- | ------------------------------------------------------------ |
| Бигла     | Μπίγλα        | Вигла        | Βίγλα         | връх в Каракамен на ЮИ от Инско и на СИ от Требища (807 m)   |
| Въртоп    | Βούρτοπ Λὸφος | Металия      | Μεταλλεία     | връх в Каракамен на ЮЮИ от Инско и на СИ от Требища (1083 m) |
| Курия     | Κουρί         | Дилофос      | Δίλοφος       | местност на СИ от Инско                                      |
| Кофилия   | Κοφίλια       | Перасма      | Πέρασμα       | местност на З от Требища и на И от Кайляри                   |
| Куру      | Κουρού        | Веландотопос | Βελανοδότοπος | реката минаваща през Требища                                 |
| Ливадичка | Λιβιντίσκα    | Периохи      | Περιοχή       | местност на Ю от Инско и на СЗ от Требища                    |
| Качукия   | Κατσούκια     | Дендрулия    | Δεντρούλια    |                                                              |

| Година    | 1913 | 1920 | 1928 | 1940 | 1951 | 1961 | 1971 | 1981 | 1991 | 2001 | 2011 | 2021 |
| --------- | ---- | ---- | ---- | ---- | ---- | ---- | ---- | ---- | ---- | ---- | ---- | ---- |
| Население | 811  | 746  | 1273 | 1518 | 1204 | 1180 | 849  | 1020 | 965  | 962  | 903  | 732  |